# Піски (Коростенський район)
Піски́ — село в Україні, в Коростенському районі Житомирської області. Населення становить 60 осіб.

## Історія
У 1906 році село Іскоростської волості Овруцького повіту Волинської губернії. Відстань від повітового міста 63 верст, від волості 22. Дворів 11, мешканців 81.
5 листопада 1921 р. під час Листопадового рейду через Піски проходила Волинська група (командувач — Юрій Тютюнник) Армії Української Народної Республіки. Тут було за вироком суду повішено комуніста, захопленого у сусідній Бондарівці, який власноручно розстріляв 53 людей. На нараді старшин Волинської групи у Пісках було вирішено здобути Коростень. У Пісках група залишилась на ночівлю.

## Населення

### Мова
Розподіл населення за рідною мовою за даними перепису 2001 року:
| Мова       | Відсоток |
| ---------- | -------- |
| українська | 100%     |